# Bel Air (album)
Bel Air je čtvrté studiové album německé alternativní rockové skupiny Guano Apes, vydané 1. dubna 2011 u Columbia Europe. Jedná se o první studiové album, které tato skupina vydala od roku 2003, kdy vyšlo Walking on a Thin Line.

## Seznam skladeb
| Pořadí | Název                                                | Délka |
| ------ | ---------------------------------------------------- | ----- |
| 1.     | Sunday Lover                                         | 3:58  |
| 2.     | Oh What a Night                                      | 3:12  |
| 3.     | When the Ships Arrive                                | 4:05  |
| 4.     | This Time                                            | 3:51  |
| 5.     | She's a Killer                                       | 3:15  |
| 6.     | Tiger                                                | 2:33  |
| 7.     | Fanman                                               | 3:51  |
| 8.     | All I Wanna Do                                       | 3:05  |
| 9.     | Fire in Your Eyes                                    | 4:38  |
| 10.    | Trust“ / „Running out the Darkness (skrtytá skladba) | 7:06  |
| 11.    | Fire (deluxe edice)                                  | 3:47  |
| 12.    | Carol and Shine (deluxe edice)                       | 3:28  |